# Exagram
Exagram är en SI-enhet som motsvarar 1018 gram, alltså en triljon gram. SI-symbolen för exagram är Eg.
Namnet kommer från SI-prefixet exa, som är lika med en triljon.